# ルネ・ド・フルーレ (テッセ伯)

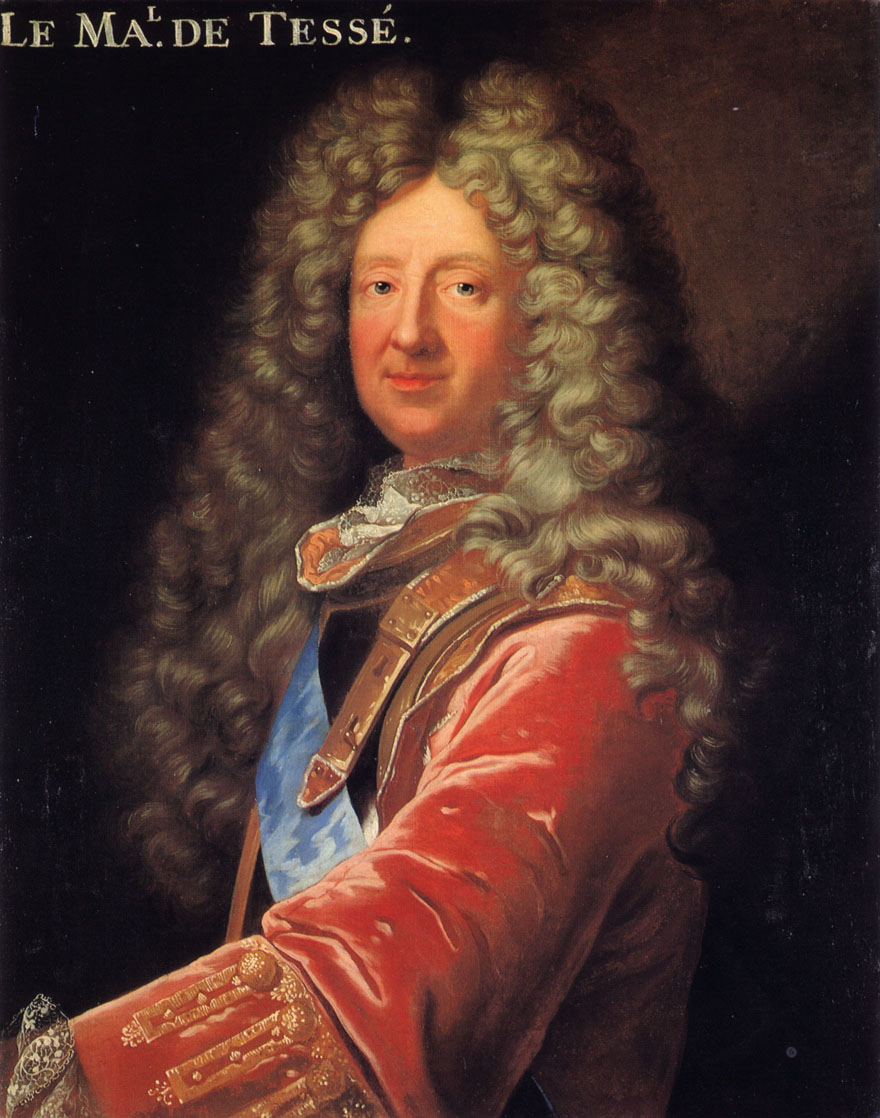
テッセ伯ルネ・ド・フルーレ

テッセ伯ルネ・ド・フルーレ（René de Froulay, comte de Tessé, 1648年5月14日 - 1725年3月30日）は、フランス・ブルボン朝の軍人、外交官。同名のテッセ伯ルネ・ド・フルーレの長男としてル・マンで生まれた。同じく軍人のフィリベール・エマニュエル・ド・フルーレは弟。
オランダ侵略戦争で軍歴を始め、1685年に竜騎兵の隊長としてプロテスタント迫害に取り組んだ。1688年に大同盟戦争が起こると1689年にドイツ・プファルツ地方の略奪・荒廃を行い、1693年にイタリアのピネローロを包囲・陥落させた。同年からサヴォイア公ヴィットーリオ・アメデーオ2世と秘密交渉を行い、1696年にサヴォイアを戦争から離脱させた。1703年に元帥に任命され、スペイン継承戦争では1704年からベリック公に代わってスペインへ派遣された。
スペイン戦線では1705年にイングランド軍に奪われたジブラルタルの奪回を図ったが、イングランド艦隊にフランス艦隊を撃破されたため失敗（マルベラの海戦）、包囲を解いて撤退した。同年にポルトガルからイングランド・ポルトガル同盟軍の進出を阻んだ。1706年に同盟軍の拠点だったバルセロナをフェリペ5世と共に落とそうとして包囲したが、バレンシアとジブラルタルから救援が来たため撤退した（第2次バルセロナ包囲戦）。翌1707年にフランス南部のトゥーロンに派遣され、プリンツ・オイゲン率いるオーストリア軍を迎え撃ち、オーストリア軍からのトゥーロン守備を果たした（トゥーロン包囲戦）。
その後は外交官として活動、1708年に駐ローマ大使、1724年に駐スペイン大使を務め、フェリペ5世の長男ルイス1世が急死した事態を受け、フェリペ5世の復位を確認した。1725年にイエールで76歳で亡くなった。